# I Know What Love Isn't
I Know What Love Isn't är ett musikalbum av Jens Lekman utgivet 2012. Skivans låtar berör alla ett avslutat kärleksförhållande. Albumet kom att bli det sista som gavs ut på det Göteborgsbaserade skivbolaget Service. Albumet snittar på 76/100 på sidan Metacritic vilket indikerar ett generellt gott mottagande av musikpressen.

## Låtlista
1. "Every Little Hair Knows Your Name" - 1:26
2. "Erica America" - 3:56
3. "Become Someone Else's" - 4:24
4. "Some Dandruff on Your Shoulder" - 3:41
5. "She Just Don't Want to Be with You Anymore" - 3:53
6. "I Want a Pair of Cowboy Boots" - 2:57
7. "The World Moves On" - 6:11
8. "The End of the World Is Bigger than Love" - 4:41
9. "I Know What Love Isn't" - 3:34
10. "Every Little Hair Knows Your Name" - 3:17

## Listplaceringar
- Billboard 200, USA: #137[2]
- Sverigetopplistan: #3[3]